# Estrilda caerulescens
La estrilda azulada (Estrilda caerulescens) es una especie de ave paseriforme de la familia Estrildidae originaria de África central y occidental, y exitosamente introducida en las islas Hawaii. Se ha estimado que abarcan un territorio de unos 620.000 km².

## Hábitat
Se encuentra en las tierras bajas tropicales en hábitats secos en matorrales en Benín, Burkina Faso, Camerún, República Centroafricana, Chad, Costa de Marfil. 